# 基斯杜化·佐治 (賽艇)
克里斯托弗·乔治（英語：Christopher George，20世纪—），英国男子赛艇运动员。他曾代表英国参加世界赛艇锦标赛，获得一枚金牌和一枚铜牌，均来自男子轻量级八人单桨有舵手项目。